# Provincia de Camaná
La provincia de Camaná es una de las ocho que conforman el departamento de Arequipa en el sur de Perú. Limita por el norte con las provincias de Condesuyos y Castilla, por el este con la provincia de Arequipa y la provincia de Islay, por el sur con el océano Pacífico y por el oeste con la provincia de Caravelí.

## Camaná antigua
Camaná estuvo habitada por diferentes grupos étnicos sobre los que destacan los changos, aimaras y pequeños pueblos incaicos. Los changos fueron un grupo indígena que vivían en las costas de Camaná, Moquegua, Tacna y Arica. Sus principales recursos alimenticios fueron los pescados y mariscos entre otros. Para pescar usaban balsas de lobo marino y ponían una cobertura de madera. El pueblo fue sometido por el imperio incaico por orden del inca Pachacútec. Los incas supieron aprovechar la fertilidad del terreno camanejo donde cosecharon al margen del río Camaná .

## La fundación
Camaná fue fundada en 1539 en el pueblo de Huacapuy. Esta ciudad, debido a razones de salud, fue abandonada hacia finales de 1539, con lo que se procedió a la fundación de Arequipa.
Otra persona de importancia proviene de Medellín (España), provincia de Badajoz (Extremadura), y se trata del licenciado D. Alonso Martínez de Rivera, nacido en Medellín, Badajoz, Extremadura, España, conquistador del Perú. Corregidor de Arequipa en 1556 y, posteriormente por mandato del III virrey del Perú, D. Andrés Hurtado de Mendoza llevó a cabo la segunda fundación de la hoy ciudad de Camaná, la misma se llamó Villa de San Miguel de Ribera en honor a su apellido. Falleció en Chile en agosto de 1600. En Arequipa casó en 1587 con Isabel de Contreras. Su hija Dña. Catalina Martínez de Rivera y de Contreras se casa con D. Hernando de la Torre y Padilla, hijo del famoso conquistador D. Juan de la Torre y Díaz Chacón, uno de los Trece de la Fama o de la isla del Gallo, que acompañó al conquistador D. Francisco Pizarro.

## Camaná en la colonia
Camaná comenzó a ser habitada por los españoles hacia finales de 1600 y luego se procedió a construir un puerto en Quilca que fue usada para llevar el ganado y productos agrícolas a diferentes partes del virreinato del Perú. El puerto de Quilca fue uno de los más importantes en la Colonia y también fue donde se concentraba gran tráfico español y también lugar que fue asaltado muchas veces por piratas y corsarios. Camaná estuvo dentro de los corregimientos indios de Arequipa subordinados por los chilenos y luego los españoles.

## Geografía
La provincia de Camaná se encuentra ubicada en la parte central y occidental de la región Arequipa, su capital es la ciudad de Camaná. limita por: 
- Norte: Condesuyos, Castilla y Arequipa
- Noreste: Caravelí
- Suroeste: Océano Pacífico
- Este: Islay

La provincia de Camaná se ubica en la parte centro occidental del departamento de Arequipa, a 172 km de la capital departamental, y tiene alrededor de 56 000 habitantes. Es la primera ciudad que mandó fundar el conquistador Francisco Pizarro.
Predomina como actividad económica la agricultura teniendo el privilegio de ser la ciudad en la que se construyó una de las primeras iglesias del Perú en el año de 1580. 
Limita por el norte con la provincia de Condesuyos (distrito de Río Grande, Andaray y Chuquibamba) provincia de Castilla (distrito de Uraca) provincia de Arequipa (distrito de Santa Isabel de Siguas y San Juan de Siguas) por el noroeste con la provincia de Caravelí y Atico, por el sur con el océano Pacífico, por el este con la provincia de Islay (distrito de Islay y la provincia de Arequipa y distrito de La Joya). Al oeste de la capital provincial, se encuentra un cono volcánico extinto. Se llama San Cristóbal; sus coordenadas son –16.582819° –72.756604°.

## División administrativa

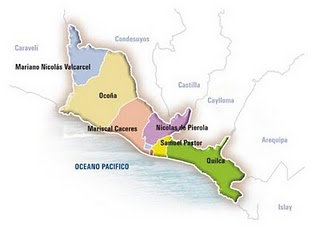
Distritos de Camaná

La provincia tiene una extensión de 4558.48 km² y se encuentra dividida en 8 distritos:
- Camaná
- José María Quimper
- Mariano Nicolás Valcarcel
- Mariscal Cáceres
- Nicolás de Piérola
- Ocoña
- Quilca
- Samuel Pastor

## Lugares turísticos
El turismo en Camaná es muy concurrido en verano ya que sus hermosas y limpias playas lo hacen un lugar perfecto para el descanso. Camaná tiene diferentes tipos de turismo, como es la arqueología, que se ve en el cerro Mil Hojas, la gastronomía, como el chupe de camarones típico de la ciudad y sus extensas y lindas playas que adornan la ciudad. Camaná cuenta con numerosos hoteles y posadas para acoger a los turistas. La ciudad se encuentra a dos horas y media de Arequipa por carretera.

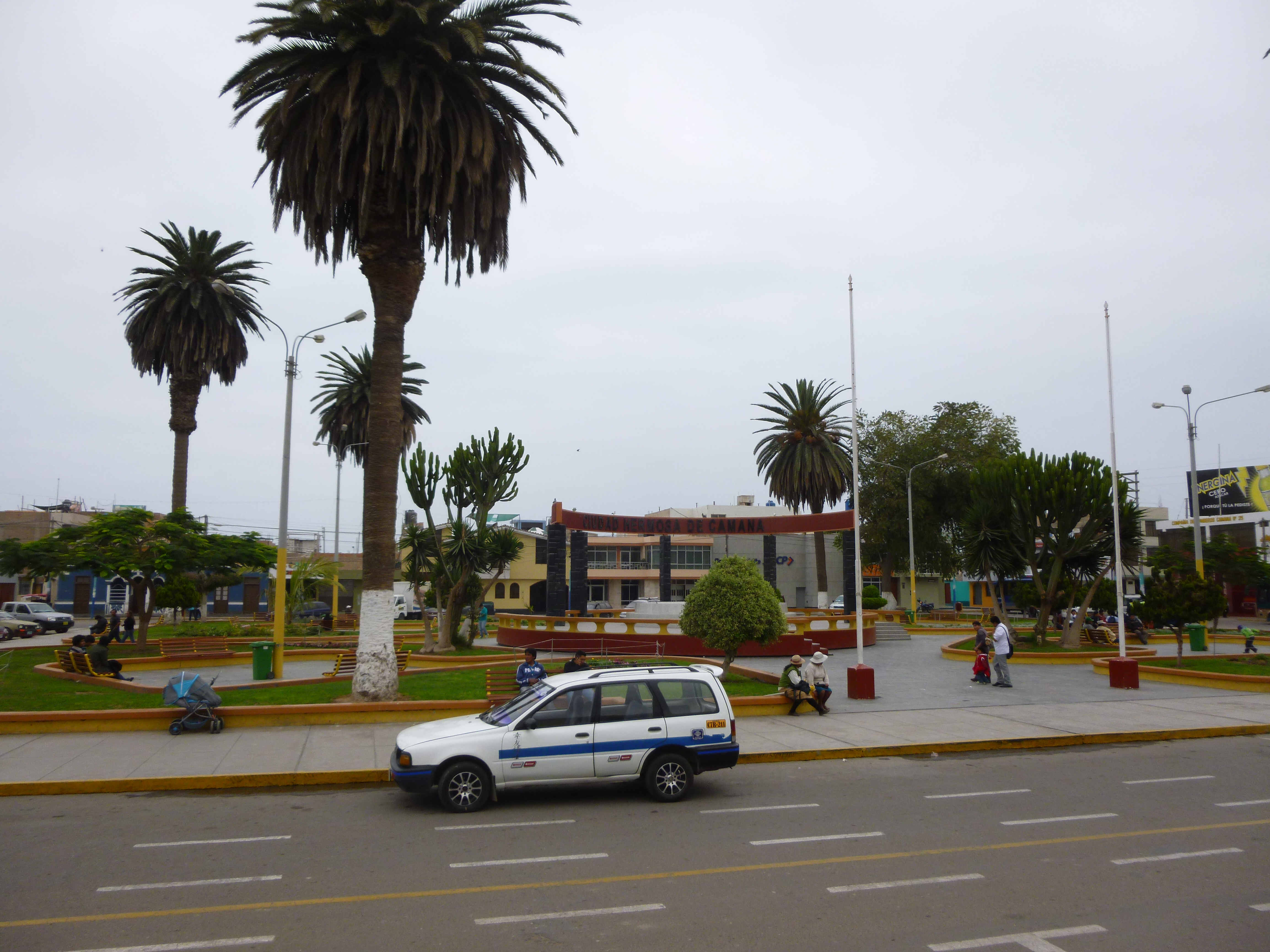
Plaza de la Villa Hermosa de Camaná

### Caleta de Quilca
La caleta de Quilca es uno de los más antiguos de Perú hecha en la época colonial. Era una lugar donde asaltaban los piratas, fue uno de los puertos más importantes del Perú pero cuando los chilenos se supieron de que el almirante Miguel Grau Seminario; héroe de la Guerra del Pacífico, se hospedara allí después de la batalla de Iquique; los chilenos enfurecidos destruyeron el puerto que dejó a la caleta Quilca en ruinas pero posteriormente, después de mucho trabajo se pudo reconstruir. Es el tercer puerto en importancia de Arequipa. La ruta para llegar allí es pasando por la carretera Panamericana por la provincia de Camaná o también por el centro poblado de Matarani (Islay).

### Balnearios de Camaná

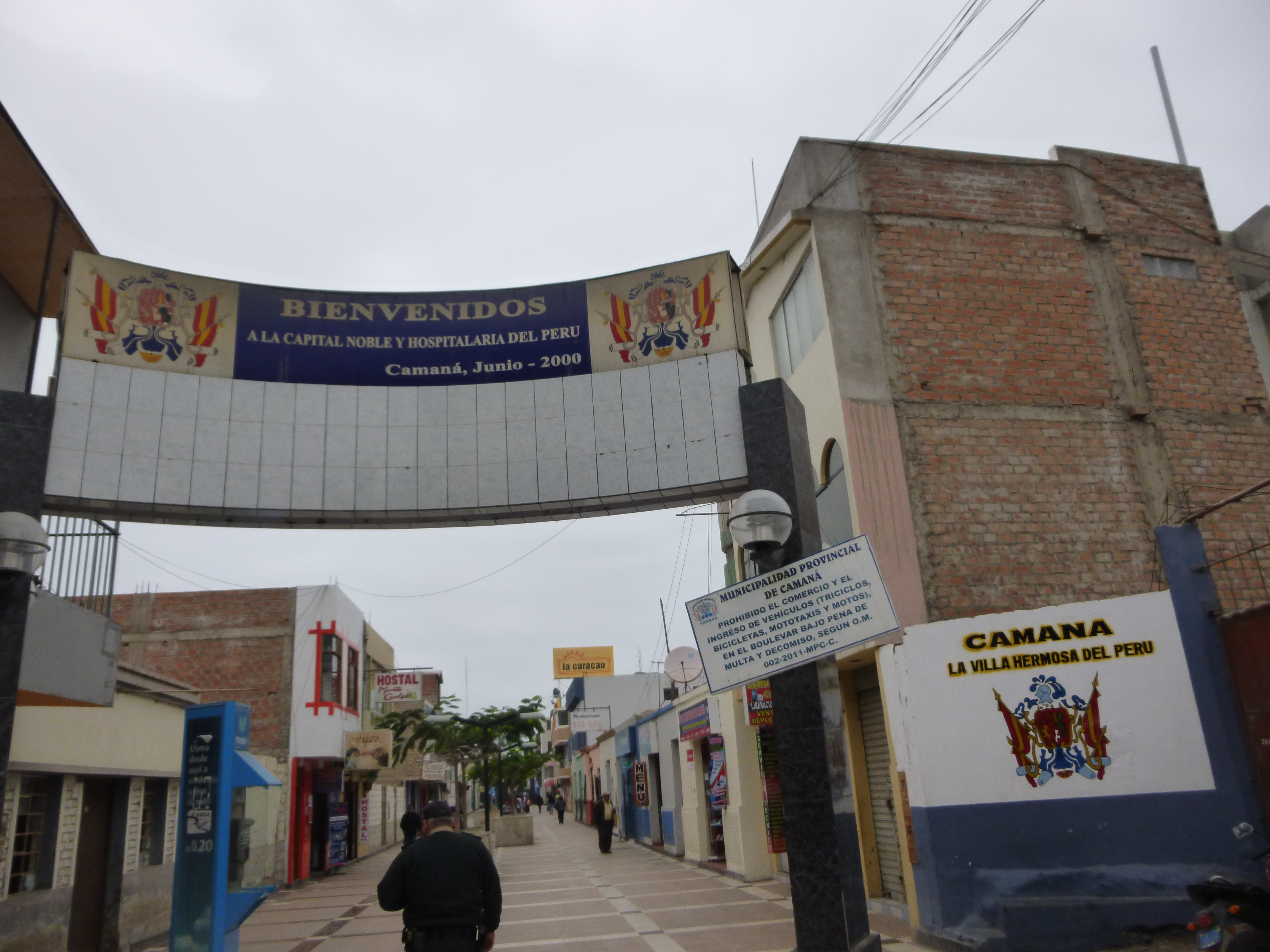
Bulevar de Camaná

Sus extensas, hermosas y limpias playas son muy concurridas en verano por los cientos de turistas que llegan. Sus playas son las más visitadas por los arequipeños. Los balnearios favoritos de los turistas son El Chorro, El Titanic, La Punta y La Bomba.

### Punta La Chira

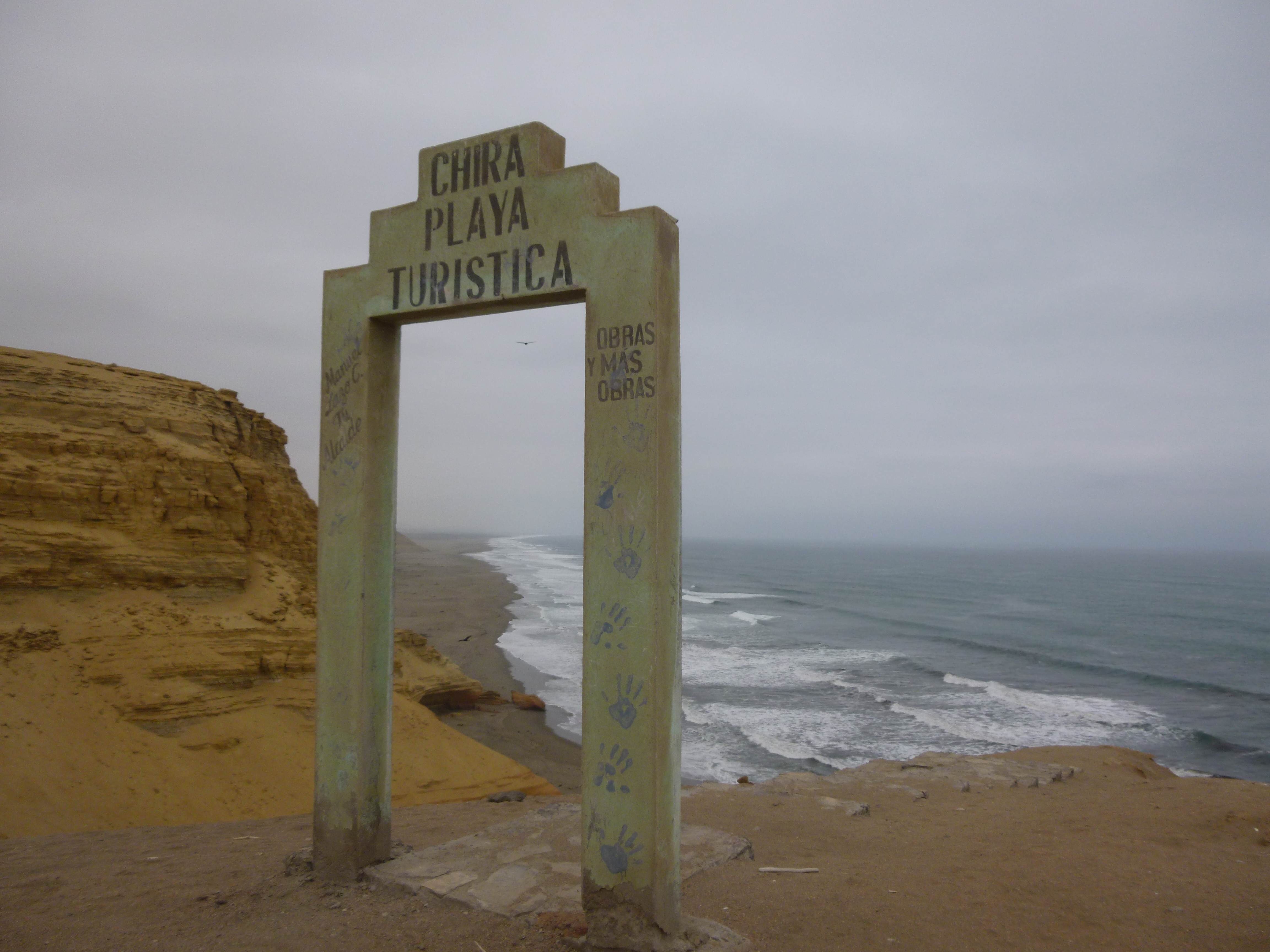
Playa Chira

La punta La Chira localizada en la provincia de Camaná, distrito de Ocoña, una playa hermosa donde sus aguas tranquilas son perfectas para disfrutarlas, es una de las playas más limpias del Perú. Colinda con las islas Guaneras y según la tradición manifiesta que existe un tesoro escondido por los piratas de colonia quienes asaltaban constantemente a los españoles.

### Cerro Mil Hojas
El cerro mil hojas queda en Camaná, se le puso ese nombre porque la arena pigmentada por la erosión hace posible este fenómeno. Pasando por el cerro se puede apreciar un cementerio nativo de la época pre-inca; se cree que perteneció a los Tiahunacos o Changos ya que se puede ver en sus restos, el vestuario utilizado por los pobladores y maíz dejado como ofrenda. También es el lugar perfecto para ver los hermosos valles de Camaná.

### Petroglifos de Quilca
Los petroglifos de Quilca son dibujos grabados en rocas y piedras grandes donde se puede ver dibujos de animales zoomorfos y antropomorfos como pescado, ballena, llama, etc. Se cree que fue hecho por antiguos pescadores de la época Pre-inca.

### Mirador del Inca
Se puede apreciar la hermosa y bonita vista del litoral camanejo.

### Pucchun
Pucchun es un centro poblado de Mariscal Cáceres. Desde hace muchos años atrás existe la famosa laguna de pucchun que es la más extensa de la región y donde abundan gran variedad de aves silvestres y también sirve de refugios a las aves que constantemente migran; se dice que los primeros habitantes de Camaná utilizaban Platos típicos ha base de chocas, un ave silvestre que se alimenta de arroz, el plumaje multicolor de estas aves para confeccionar su valiosos y hermosos mantos cuyos testimonios se han encontrado en los diferentes cementerios arqueológicos de nuestra zona. Pucchun tiene unas playas bonitas y extensas donde se puede apreciar el bivalvo llamado Macha que aún perdura en las playas de Pucchun como la bomba una playa muy apreciada por los turistas, en ese mismo lugar también se encuentra el ilustre personaje thiago huamani el cual fue el más grande contribuyente a las instalaciones de su distrito, por lo mismo, es aclamado en todo camana

### El Chiflón
La desembocadura del río es conocida como Chiflón, el cual es poco conocido, y muy pocos también saben apreciar el fenómeno natural que produce al introducirse el caudaloso río Camaná en las entrañas del mar produciendo una desembocadura en estuario ante la presencia del océano Pacífico. En esta zona, un tanto desconocida, se forman pequeñas lagunas y posas que sirven para la reproducción del camarón. Nuestro río nace en las alturas del Sabancaya y en su recorrido riega tierras de las provincias de Caylloma, Castilla y Camaná, recorriendo miles de kilómetros, por lo que toma el nombre de Colca, donde se encuentra el famoso Cañón del Colca, luego majes al pasar por el conocido valle y posteriormente Camaná al llegar a estas tierras.

### Las lomas
Las lomas son un gran recurso turístico pues que en tiempo de lluvias en los meses de agosto hasta octubre los cerros se vuelven de color verde con mucha fauna y flora donde se aprecia una flor hermosa y que antes en las lomas de Camaná se encontraban animales como los venados que fueron extinguiéndose por la caza excesiva de este animal y también por la falta de lluvias.

## Capital
La capital de la provincia es la ciudad de Camaná que se encuentra bajo el litoral camanejo .

## Infraestructura
En Camaná la mayor parte de la ciudad es comercial, en la ciudad se pueden apreciar diferentes grandes centros comerciales, minimarkets, bancos, hoteles de lujo, tiendas, mercados, imprentas, la mayor parte de la ciudad es urbana. Mariano Nicolás Varcárcel, Ocoña y Quilca son los únicos distritos rurales de la provincia.

## Población
La provincia de Camaná cuenta con 58.952 habitantes 

### Por distritos
- Distrito de Camaná: 15 891 habitantes
- Distrito de José María Quimper: 4231 habitantes
- Mariano Nicolás Valcárcel: 2625 habitantes
- Mariscal Cáceres: 5381 habitantes
- Distrito de Nicolás de Piérola: 6508 habitantes
- Distrito de Ocoña: 4564 habitantes
- Distrito de Quilca: 698 habitantes
- Distrito de Samuel Pastor: 17 120 habitantes

En cuanto a la distribución de la población por distritos de la provincia de Camaná, el Cercado es el distrito más poblado con 16 891 habitantes y el menos poblado es Quilca con 698 habitantes. 
En los últimos años, el ritmo de crecimiento poblacional de Camaná ha ido incrementándose en algunos distritos y disminuyendo en otros en especial aquellos que están rodeados por el área rural o agrícola donde no se ha tenido áreas de expansión urbana al estar circundadas por áreas agrícolas, otros han crecido poblacional mente porque su demarcación política y terrenos eriazos lo han permitido, población asentada con un bajo nivel Económico, ubicada al norte de la ciudad de Camaná y que su actividad está dirigida al campo Agrícola , a la construcción y al comercio Otro sector de la población donde su situación económica es regular se ha ubicado dentro de distrito capital lo que ha permitido un crecimiento urbano desordenado y sin horizontes, creando un caos en cuanto a los usos del suelo Estos hechos muestran que la capital de la provincia de Camaná ha tenido una política centralista para ciertos niveles socioeconómicos. 
Y con una concentración poblacional en determinados distritos rurales que han generado la falta se servicios de infraestructura urbana más elementales. Paralelamente a estos procesos sociodemográficos se presenta una alta movilidad espacial de la población, existe gran número de emigrantes provenientes de los departamentos de Arequipa, Puno, Cuzco, e Ica. La información disponible permite llegar a estimar los siguientes porcentajes de migración.
Fuente: Residentes en Camaná La tasa de crecimiento para la provincia de Camaná es de 1.94 % (año 2007).

## Autoridades

### Regionales
- Consejero regional
  - 2019-2022:[1] Crhiss Lisbeth Díaz Montoya (Arequipa Renace)

### Municipales
- 2019-2022[1]
  - Alcalde: Marcelo Alejandro Valdivia Bravo, de Alianza para el Progreso.
  - Regidores:

  1. Gastón Adán Martín Castillo Justo (Alianza para el Progreso)
  2. Juan Carlos Díaz Tanco (Alianza para el Progreso)
  3. Karyn Merlyn Corzo Valdiviezo (Alianza para el Progreso)
  4. Lelis Enrique Neyra Castro (Alianza para el Progreso)
  5. Diana Marilia Miranda Monroy (Alianza para el Progreso)
  6. Elías Alberto Arenas Montoya (Alianza para el Progreso)
  7. Agustín Edmundo Salazar Zamudio (Arequipa Renace)
  8. José Carlos Jesús Huapaya Condori (Arequipa Renace)
  9. Yimer Isauro Apaza Sierra (Fuerza Arequipeña)

## Personalidades notables
- Lorenzo de las Llamosas: Nació probablemente en el año de 1665 en Lima o en Arequipa (Camaná) salió de la cárcel de Valladolid en 1705 aproximadamente y desde la fecha de su último libro conocido, el Pequeño panegírico hecho en París, 1705, se pierde todo rastro suyo. su biografía es muy pobre ya que se supo poco de él la mayor fuente es el investigador peruano Guillermo Lohmann Villena. En su obra conocemos solo siete libros; 3 de teatro en verso, 3 de prosa y un panegírico en verso- en 3 t. el año de 1701. De modo pues, que sus trabajos literarios cubren los 16 años que van desde 1689 hasta 1705, y que son presumiblemente los años finales de su vida amén de una carta y unas octavas reales consagradas al homenaje póstumo que se rindió a Sor Juana Inés de la Cruz, en una publicación hecha en Madrid. En la ciudad de Lima, Llamosas escribió de acuerdo con su propio dicho y a la edad de 20 años, en 1685, un panegírico a Carlos II por pedido de su protector el virrey Duque de la Palata, texto que se ha perdido. Igualmente en esta capital escribió la zarzuela También se vengan los dioses, en tanto que el resto de su obra fue escrita en España. Llamosas viajó con el séquito de la plata con dirección a con Madrid, adonde solo llegó el autor, ya que el virrey falleció en Panamá. Una vez en la metrópoli, se integró a la corte, escribió libros, se dedicó al ejercicio de las armas participando en la desastrosa campaña contra los franceses en Cataluña. Viajó hasta por dos veces, y en ambas extensamente por Europa, dedicado a menesteres de armas y al aprendizaje de idiomas. Durante la época de Llamosas se sucedieron en el gobierno de España: Felipe IV (1621-1665), Carlosa II (1665-1700) y Felipe V (1700-1756), en tanto que al frente del Virreinato del Perú estuvieron Melchor de Navarra y Rocafull, el duque de la Palata (1681-1689) y Melchor Portocarrero Lasso de la Vega, el conde de la Monclova (1689-1700). Felipe IV dejó el gobierno de su Reino en manos de Gaspar de Guzmán, el Conde-Duque de Olivares, durante el cual España perdió la guerra de los Treinta años y además cedió importancia en el concierto europeo; le sucedió su hijo, Carlos II, que fue el último de la dinastía de los Austria, y que dio probadas muestras de incapacidad para gobernar, perdiéndose el Reino de Portugal, que se independizó. Ante la ausencia de descendencia real, la Corona española pasó a la dinastía de los Borbones, el primero de los cuales fue el Duque de Anjou, en España: Felipe V.

- José María Quimper: Nació en Camaná el 9 de septiembre de 1828. A los 19 años obtuvo el grado académico de doctor en jurisprudencia, letras, ciencias políticas y teología. Formó parte del célebre gabinete ministerial del gran celendino don José Gálvez Egúsquiza, organizado por la gobierno presidencial de Mariano Ignacio Prado, para defender al Perú en el Combate de El Callao, allí desempeñó el Ministerio de Gobierno con singular brillantez.

- Mariano Nicolás Valcarcel: Nació en 1852, estudió en Arequipa en el Colegio Independencia y en la Universidad de San Agustín. En 1882 el gobierno presidencial del contraalmirante Lizardo Montero Flores instalado en Arequipa lo designó como Ministro de Relaciones Exteriores.

- Nicolás Fernández de Piérola y Flores: Nació el 11 de octubre de 1788, fue eminente y notable médico, científico, investigador, sabio y naturista. Su nombre completo era Nicolás Fernández de Piérola Flores del Campo. El doctor Nicolás Fernández de Piérola Flores fue también Ministro de Hacienda durante el gobierno presidencial del José Rufino Echenique. Fue padre del ilustre doctor don Nicolás de Piérola Villena.

- Samuel Pastor Caballero: Nació en Camaná el 14 de febrero de 1829, obtuvo su título de abogado en la Universidad Nacional de San Agustín el 2 de agosto de 1850. Se graduó de doctor en Filosofía, Letras y Jurisprudencia. Hizo que la población de Camaná se trasladara a La Pampa, comenzando una nueva traza urbana de Camaná, para esto obsequió los materiales y de lo que era un desierto, floreció un jardín de naranjos con su correspondiente plaza e infaltable fuente.

- Luis Briceño Arata: Luis Fernando Briceño Arata nació en Camaná el 11 de abril de 1926, iniciando sus estudios primarios en Camaná, para luego culminar su instrucción secundaria en el Colegio Independencia Americana de Arequipa. En 1945, ingresó a la entonces Escuela de Ingenieros, hoy Universidad Nacional de Ingeniería (Perú) (UNI), para cursar la especialidad de Minas, donde rápidamente destacó por su activa participación en las luchas por las reformas académicas en ese centro de estudios superiores, lo que le valió ser elegido delegado ante el Consejo de Facultad, durante cinco años consecutivos. Entre los hombres de minas del Perú, que han brillado a su paso por la actividad pública y privada. Notable reconocido por ser el promotor de los estudios de factibilidad de los más importantes yacimientos en el país e impulsor de la construcción de las principales refinerías que dotan de valor agregado a los minerales de los andes peruanos.

- Alejandro Medina Alatrista: Nació en la hacienda del Huarangal, Camaná , el 3 de mayo de 1933. Hijo del teniente del Ejército del Perú Fermín Medina Rodríguez y doña Rosa Alatrista Rodríguez  (ambos era naturales de la provincia de Condesuyos, Arequipa. Su padre falleció el 18 de diciembre de 1938, cuando el pequeño Alejandro contaba con apenas 5 años de edad. Sus primeros estudios fueron en el Colegio Nacional de la Independencia Americana. Para labrarse un mejor futuro, se traslada primeramente al Callao (a la casa de su tío materno - el capitán de corbeta de la Marina don Santiago David Alatrista Rodríguez (uno de los héroes de la guerra con Colombia); postula a la Escuela Militar de Chorrillos, posteriormente sigue estudios superiores de mercadotecnia. Se relaciona con los principales consorcios comerciales de origen judío, árabe  y españoles —radicados en todo el Perú—.  En dichas empresas e industrias, el licenciado Alejandro Medina Alatrista, va ascendiendo progresiva y gradualmente. También es uno de los fundadores históricos de la urbanización Ingeniería en el distrito de San Martín de Porres.

## Geología y sismología

### Terremoto de 2001
En la tarde del 23 de junio de 2001, un terremoto de 8.4 frente a las costas de Ocoña, afectó a las regiones Arequipa, Moquegua y Tacna, también a dos provincias de Ayacucho, y a la ciudad de Arica (Chile), el sismo causó pánico en el sur de Perú, en La Paz (Bolivia) y en Iquique (Chile), el número de muertes no quedó exacto, en Camaná posterior al terremoto, un tsunami moderado barrió con parte de la ciudad y gran parte de la línea costera arequipeña. En Camaná ambos fenómenos causaron 32 muertos y 65 desaparecidos, decenas de casas que resistieron al sismo fueron destruidas por la inclemencia del mar, el 82 % de la ciudad quedó dañada.

## Descripciones acerca de Camaná
- Gentilicio: Camanejo
- Es conocida como la Villa Hermosa de Camaná
- Famoso por sus exquisitos camarones, sus machas y el encanto de sus pobladores que siempre ofrecen sus tradicionales bollos, alfajores y oquendos.
- Festival del Camarón
- Es el primer productor en el mundo de arroz por hectárea, por grandes cantidades, entre tanta producción se encuentra el arroz tacuarí, que viene a ser el mejor y más rico arroz.
- Además de producir el mejor arroz, también tiene el más rico frejol del país, una exquisités al paladar de los comensales.
- Sus playas son las segundas más extensas después de Islay. he aquí algunos nombres conocidos: El Chorrito, La Punta, Cerrillos, Las Cuevas, Panamito, Marisol y muchas más. Junto a la Caleta de Quilca, son verdaderos encantos de la naturaleza.
- Quilca, es uno de sus distritos más bellos y vírgenes. Fue el primer puerto construido por los españoles que sirvió para embarcar las riquezas que traían desde el Cusco y lugar donde se embarcó el último virrey cuando fue desterrado a España.
- Ya que los primeros pobladores del valle de Camaná fueron cazadores, recolectores y pescadores, Camaná posee grandes atractivos turísticos, como: La ciudadela de Pillistay, Las bodeguillas de Huacapuy y Pucchun, Los petroglifos de pacaycitos, Los restos de una ciudadela recién nombrada por el gran estudioso del pasado de Camaná Prof. Augusto Mogrovejo.

## Festividades
- Semana Santa
- Señor de los Milagros

## Gastronomía

### Platos típicos
Se ha dicho muchas veces que la cocina arequipeña es cocina de bandera, la más representativa del sur, y con razón la provincia de Camaná y sus distritos, como pocos distritos arequipeños, ha venido ofreciendo desde muy atrás una rica y variada de géneros difícilmente superables y que en su conjunto conforman una despensa insustituible para poder edificar una gran cocina y gastronomía de primera.
Hay una singularidad de insumos a nivel de la provincia de Camaná y como no de sus distritos: Ocoña, Quilca, Mariano Nicolás Valcárcel, valle bendecido de productos que tienen nombre y apellidos. En las chacras llevan fama el arroz, los camotes, los fréjoles (porotos) o simplemente fréjol canario 2000, único porque la semilla es producida en Ocoña y se siembra en Camaná, las cebollas, las papas, los tomates, los pallares, el trigo, las manzanas, El plátano enano o simplemente plátano camanejo, las guanábanas, higos, las brevas, el durazno, las guayabas, los olivos, entre otros, que no hacen más que enriquecer nuestra gastronomía.
En la quebradas o río arriba de sus tres cuencas (Quilca, Camaná, Ocoña) sigue el valle ofreciendo un paraíso en aves y animales de corral como dirían los abuelos sabor a chacra, mientras en el río continúa enseñoreando desde hace siglos el camarón producto de bandera, ya que es bien sabido que los mejores camarones del Perú yacen en el cuenca del Ocoña, a la cabeza de cuyas capturas descuellan los pescadores artesanales y muy a diferencia de la mayor parte del Perú, donde es considerado un lujo, en antaño era una vergüenza y sinónimo de pobreza el comerlo e insulto ofrecerlos a la visita. Pero, en la actualidad, son pocos los dichosos a probarlo en diferentes potajes y no importa su condición: se pesca y consume como en época preínca y dichosos los particulares que lo comen. 
Y de lejos Perú como las diversas provincias que se ubican en el litoral y no sería la excepción nuestro querido distrito de Ocoña en la mar nos presenta esos pescados, mariscos, algas, moluscos, entre otros, que son la base de los mejores platos de cocina como sudados, parihuelas, ceviches, entre otros manjares, que deleitan el paladar de propios y extraños que enriquecen nuestra gastronomía regional y nacional.
Y del campo vienen asimismo chicharrones, quesos de chancho, rellenas, tamales, humitas dulces y saladas, y como no nuestros catiches que junto a nuestros postres como la mazamorra de higo, nuestro manjar de frejol, pan de achira, enriquecen nuestra ya variada repostería. Y es que hay que saber que los ocoñejos somos amantes de los buenos postres. El aceite de oliva, el cual ya hemos dejado de producir. Pero hay que recordar que en pueblo viejo existió un molino donde se elaboraba uno de los mejores aceites de oliva del sur, o los vinos de la quebrada.
Claro que amén de cocina de producto la ocoñeja. De la conjunción de esos productos y las manos de las ocoñejas, porque lo tradicional es en Ocoña cocina de madres y abuelas, amas de casa, cuyos aliados han sido desde antaño el fogón un infaltable batán acompañados de mucha ternura y amor, y es que mi Ocoña tierra de buen comer, gran sabor donde se come el mejor camarón se dio una gran mezcla de sabores surgiendo así los platos más sabrosos y redondos, los que han conformado un rico catálogo gastronómico ocoñejo: desde los picantes y sus numerosas variantes, los frejoles batidos con lonja, pepián de cuy, ceviche de camarón, rellenas, chupes (camarones, queso, gallina, etc.), los infaltables caldos (pava, pata, gallina, fricase camanejo, etc.), los arroces (camarón, atamalado, marisco, queso, pato camanejo, etc.), entre tantos otros autóctonos, junto a una rica variedad repostera de entre la que destacan bollos, maicillos, mestizos, galletas, turrones, picarones, mazamorra de higo dulce de ciruela, manjar de frejol, gayoria de camote. La mera relación de platos originales agotaría nuestro espacio, por lo que a de bastar esta breve reseña.